# San Rutilio
Rutilio es un mártir cristiano que padeció en la persecución de Severo Alejandro en el siglo III. La iglesia lo celebra el 2 de agosto. 
Rutilio fue un mártir de quien nos habla Tertuliano. No se sabe si pertenecía al gobierno de Alejandría o al de Cartago. Había procurado librarse de la persecución no solo huyendo sino también dando dinero para escapar de algún peligro. A pesar de ello, fue descubierto y hecho preso. Sufrió muy grandes tormentos con valor singular y finalmente, murió consumido por el fuego y bendiciendo a la Divina misericordia, que le concedía el honor del martirio, después de que él por humildad y temor de su flaqueza, había huido tanto tiempo.